# Les Tambours de la guerre
Pour plus de détails, voir Fiche technique et Distribution.
Les Tambours de la guerre est un western américain réalisé par Reginald Le Borg, sorti le 21 mars 1957.

## Synopsis
Le chef apache « Manches rouges » attaque un campement de bandits mexicains et reprend ainsi possession de chevaux volés ainsi que de sa prisonnière « Riva ». Il s’éprend de la métis à l’encontre d’une partie de sa tribu et de celui de son vieil ami « Luke Fargo », un négociant également sous son charme. Pendant ce temps, des chercheurs d’or violent le traité de paix en pénétrant sur les terres indiennes...

## Fiche technique
- Titre original : War Drums
- Titre français : Les Tambours de la guerre
- Réalisation : Reginald Le Borg
- Scénario : Gerald Drayson Adams
- Production : Howard W. Koch
- Photographie : William Margulies
- Montage : John A. Bushelman
- Musique : Les Baxter
- Société de distribution : United Artists
- Pays :  États-Unis
- Langue : anglais
- Durée : 73 minutes
- Date de sortie : 1957
- Affiche : Gilbert Allard (France)

## Distribution
- Lex Barker :  Mangas Coloradas
- Joan Taylor : Riva
- Ben Johnson : Luke Fargo
- Larry Chance : Ponce
- Richard H. Cutting : juge Benton
- John Pickard :  sheriff Bullard
- James Parnelld : Arizona
- John Colicos : Chino
- Tom Monroe : Dutch Herman
- Jil Jarmyn : Nona
- Jeanne Carmen : Yellow Moon
- Paul Fierro : Fiero (non crédité)
- Alex Montoya : Manuel (non crédité)
- Boyd 'Red' Morgan : Trooper Teal (non crédité)
- Barbara Parry : Mary Smith (non crédité)
- Fred Sherman : Dr. Gordon (non crédité)
- Stuart Whitman : Johnny Smith (non crédité)

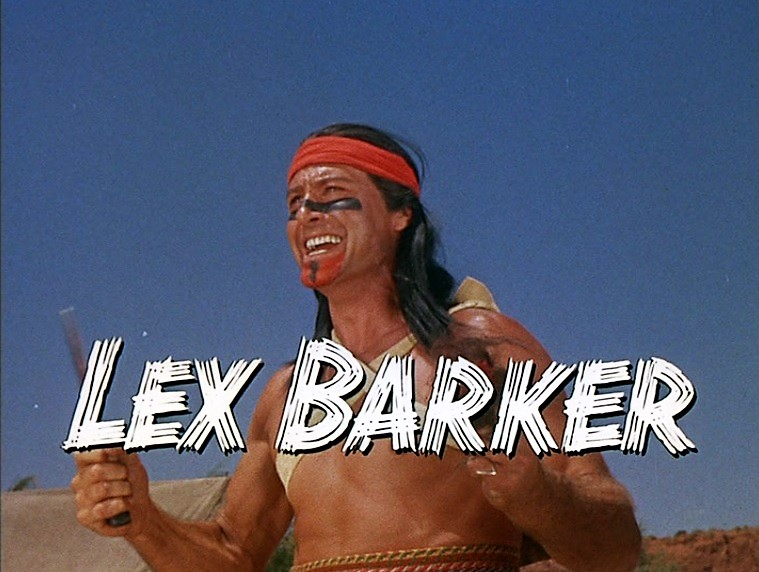
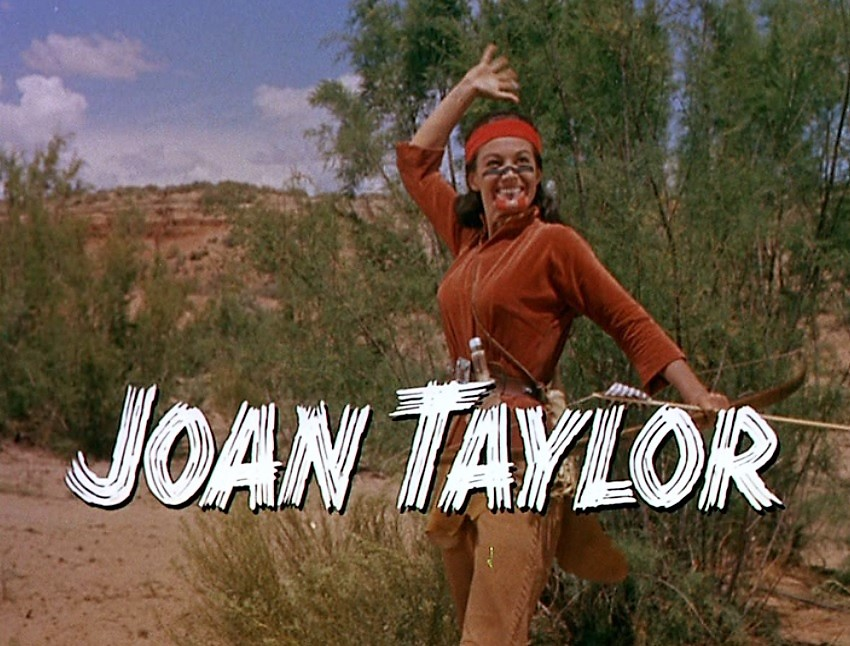
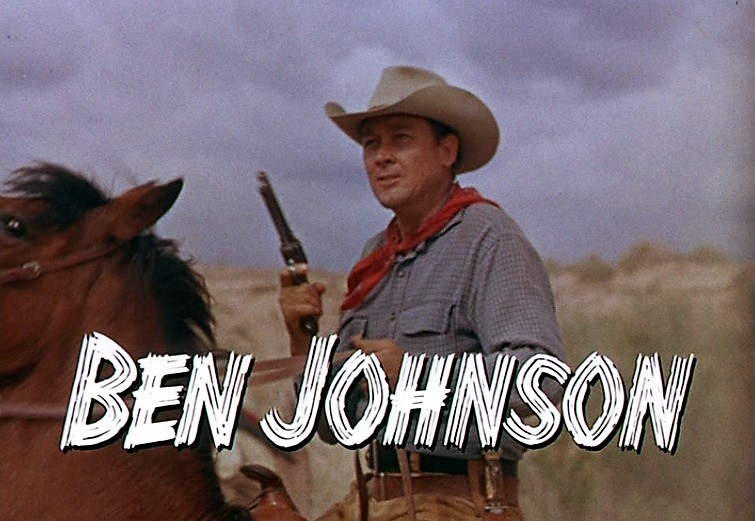

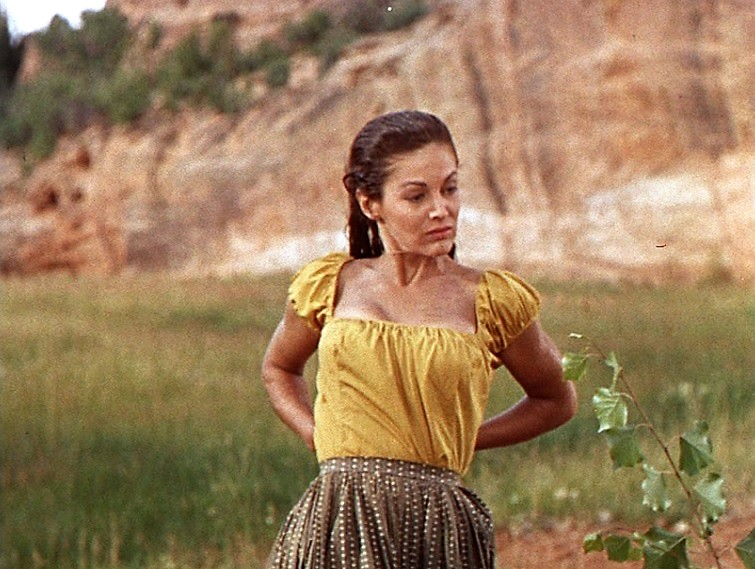
Joan Taylor
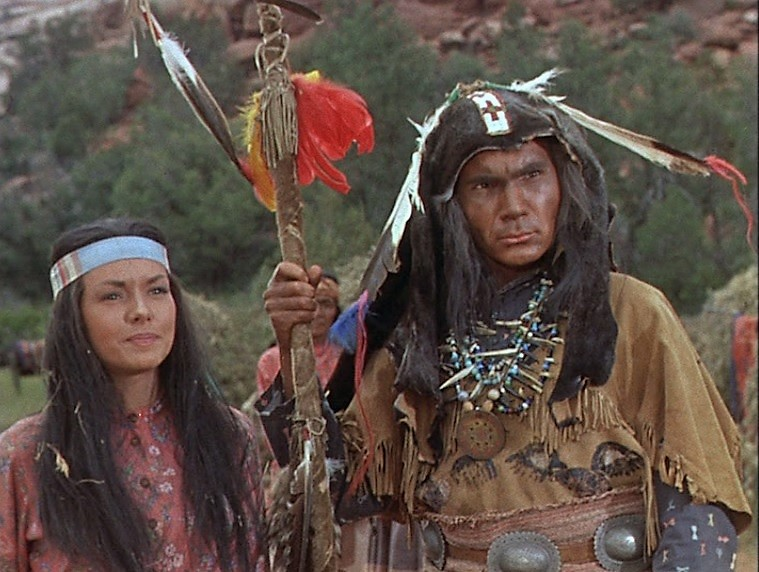
Jil Jarmyn et John Colicos
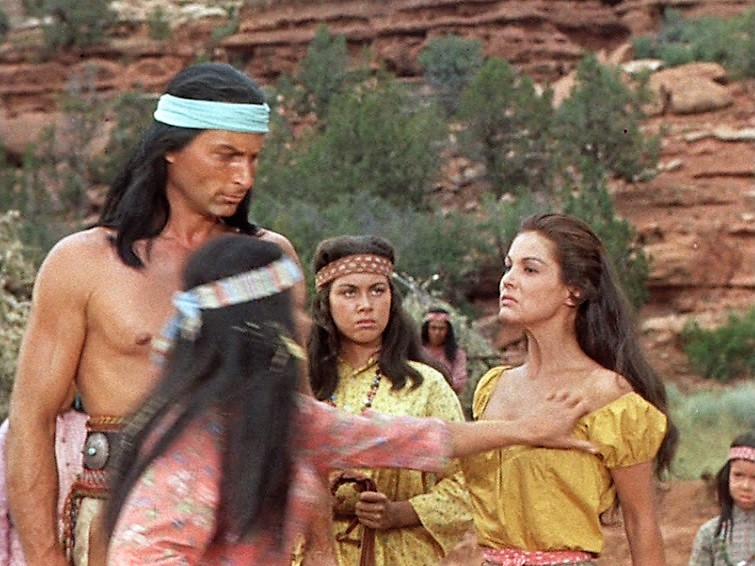
Jeanne Carmen (au centre, bandeau marron)
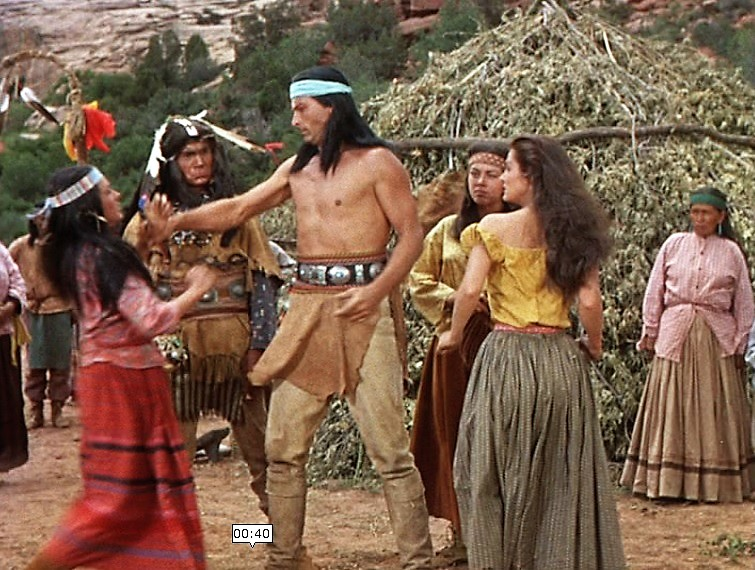
Jil Jarmyn, John Colicos,Lex Barker, Jeanne Carmen et Joan Taylor

## Autour du film
Des séquences du film ont été tournées dans Kanab Canyon et Johnson Canyon dans l'Utah.